# دوراتون
دوراتون رودی است که به دورو می‌ریزد. این رود از کشور اسپانیا می‌گذرد.